# Agnes Carus
Charlotte Agnes Florentine Carus, geb. Küster (* 3. Juni 1802 in Leipzig; † 6. März 1839 ebenda) war eine deutsche Sängerin (Sopran) sowie Mitglied der Leipziger Singakademie. Sie regte Robert Schumanns frühes Liedschaffen an.

## Leben

### Familiäre Herkunft
Agnes Carus war die Tochter von Charlotte geb. Hermann (1771–1831) und Christian Gottlob Küster (1760–1818), Akziseninspektor und Inspektionsaktuarius sowie Doktor der Rechte in Leipzig. Ihr Vater lehrte an der Juristischen Fakultät der Universität Leipzig und war Ehrenmitglied der ökonomischen Gesellschaft. Ihre Geschwister waren: Gottlob Gustav, Gottlob Rudolph (* 1799), Charlotte Emma Henriette (* 1804), Charlotte Mathilde Charitas (* 1805) und Charlotte Clara Elisabeth (* 1807).
Über ihre musikalische Ausbildung ist bisher wenig bekannt. Ihr Vater war Mitglied des Leipziger Vereins „Harmonie“, der auch Wohltätigkeitskonzerte veranstaltete und personelle Überschneidungen zum Gewandhaus und zur Singakademie aufwies. Naheliegend ist, dass Agnes Carus durch die Singakademie Leipzig ausgebildet wurde, denn dort war sie, später auch zusammen mit ihrem Ehemann Ernst August Carus, Mitglied. Bereits vor ihrer Ehe ist sie als Agnes Küster ab 1815 in den Mitgliederverzeichnissen nachweisbar.
Am 19. November 1822 heiratete sie den Arzt Ernst August Carus (1797–1854), aus der Ehe gingen die Kinder hervor: Julius Victor (1823–1903), Anna (geb./gest. 1826), Fanny (1829–1904), Marie Helene (1831–1914), Paul (1833–1875) und Elise (1835–1897).

### Begegnung mit Robert Schumann
Im Frühsommer 1827 besuchte Agnes Carus, zu der Zeit in Colditz wohnend, Verwandte in Zwickau und traf auf einer musikalischen Gesellschaft Robert Schumann – von ihr hörte er zum ersten Mal die Lieder Franz Schuberts, sowie erstmals die Lieder von Spohr und Wiedebein, und wurde zu seinem eigenen Liedschaffen angeregt. Zusammen mit Agnes Carus spielte er auch vierhändig Klavier oder begleitete sie beim Singen am Klavier. Als Robert Schumann 1828 zum Jura-Studium nach Leipzig zog, war er regelmäßiger Gast der musikalischen Gesellschaften im Hause Carus. Dort lernte er auch Friedrich Wieck kennen, der sein Leben entscheidend verändern sollte.

### Auftritte als Sängerin

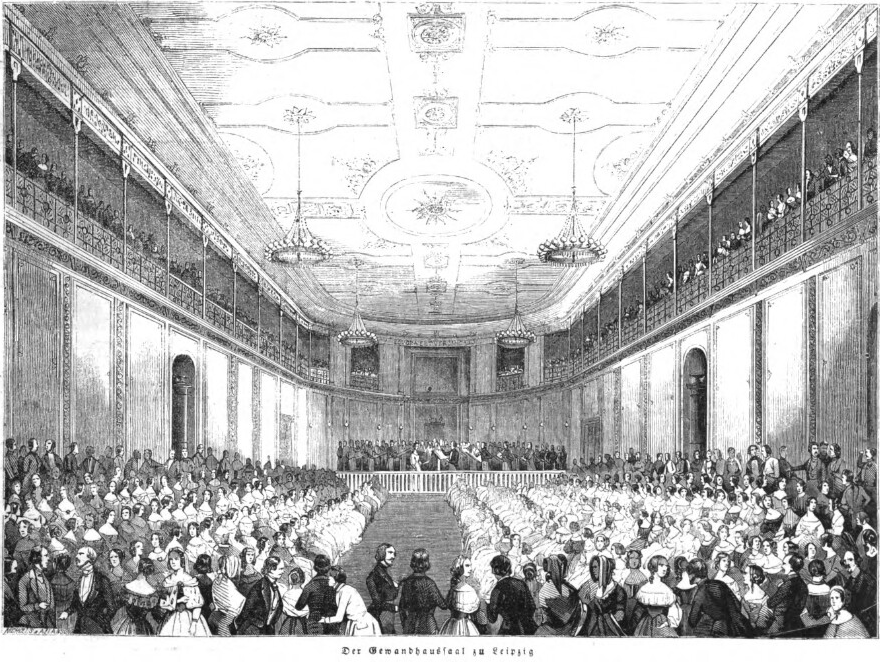
Gewandhaussaal Leipzig (Illustrirte Zeitung, 19. April 1845, S. 253).

Als Frau aus bürgerlichen Kreisen war es Agnes Carus nicht möglich, professionell als Sängerin aufzutreten, d. h. wie Berufssängerinnen wie z. B. Jenny Lind oder Henriette Sontag auf Tour gehen zu können oder eine Anstellung an einem Konzerthaus anzustreben und durch den Gesang eigenes Geld zu verdienen. Agnes Carus wirkte vor allem als Liedsängerin in privaten bzw. halböffentlichen musikalischen Gesellschaften in Leipzig und auf öffentlichen Wohltätigkeitskonzerten. Einige öffentliche Konzerte sind aber überliefert, was zeigt, dass sie nicht ausschließlich im privaten/halböffentlichen Kreis als Sängerin aufgetreten ist, wie z. B. am 24. Februar 1829 in einem Konzert des Zwickauer Musikvereins vor rund 500 Zuhörern, oder in der Aufführung von Händels Oratorium Samson, unter der Leitung des Musikdirektors August Pohlenz, am 4. und 9. April 1830 im Leipziger Gewandhaus. Die Gewandhaussängerin Henriette Grabau wirkte hierbei als Solistin mit. 1837 trat Agnes Carus außerdem auf einem Musikfest in Altenburg auf, das am 21. und 22. August zu Mozarts Andenken stattfand. Am 8. Februar 1838 sang sie im Leipziger Gewandhaus unter der Leitung Felix Mendelssohn Bartholdys seinen 42. und 115. Psalm. Am 13. Mai 1838 wirkte sie in Leipzig bei einem Wohltätigkeitskonzert „zum Besten des dem Andenken Mozarts in Salzburg zu errichtenden Denkmals“ mit. Dort sang sie als Choristin sowie als Solistin neben Luise Köster-Schlegel in dem Quintett „Sento o Dio“ aus Mozarts Oper Cosi fan tutte. Diese Auftritte zeigen, dass sie auf einem hohen Niveau ausgebildet wurde, da sie neben professionellen Sängerinnen und öffentlich auftrat. 

### Nachruf
Im Alter von nur 36 Jahren starb Agnes Carus in Leipzig. In der Allgemeinen musikalischen Zeitung ist ein kurzer Nachruf zu lesen: 
„Mit Schmerzen fühlen wir uns verpflichtet, den frühen Tod einer unserer geschätzten Gesangsdilettantinnen anzuzeigen, die nicht wenige öffentliche Kunstleistungen zu guten Zwecken in Kirche und Konzert rühmlich verherrlichen half! Frau Dr. Agnes Carus, geb. Küster, als Mutter und Pflegerin vieler Leidenden, so wie als tüchtige Künstlerin viel betrauert, entschlief, 35 [sic!] Jahr alt, am 6. d. [des Monats] an einer nervösen Brustentzündung.“